# Moše Ma'ja
Moše Ma'ja (hebrejsky: משה מאיה) je izraelský rabín, politik a bývalý poslanec Knesetu za stranu Šas.

## Biografie
Narodil se 9. srpna 1938 ve městě Petach Tikva. Získal osvědčení pro výkon funkce rabína. Pracuje jako rabín v čtvrti Jad Elijahu v Tel Avivu.

## Politická dráha
V izraelském parlamentu zasedl po volbách v roce 1992, do nichž šel za Šas. Stal se členem výboru pro ústavu, právo a spravedlnost a výboru pro imigraci a absorpci. Zastával i vládní post, konkrétně šlo o funkci náměstka ministra školství (1992–1993). Ve volbách v roce 1996 mandát neobhájil.